# Antonín Čeloud
Antonín Čeloud (25. května 1839 Třebíč – 30. června 1918 Třebíč) byl český výtvarník-betlemář.

## Biografie
Antonín Čeloud byl původním povoláním soukeník. Jak soukenictví v druhé polovině 19. století upadalo, věnoval se i jiným řemeslným profesím. Přeškolil se na lakýrnictví, písmomalířství a pozlacování.
Jako kostelník působil v kostele sv. Martina z Tours. Tam také roku 1863 vystavil svůj betlém, kdy figurky v tomto betlému měly většinou velikost kolem 17 cm. Další pětimetrový betlém stavěl doma, tam byla typická velikost 13 cm. Jeho dílo bylo vzorem dalším pokračovatelů třebíčského betlemářství. Pro kostel sv. Martina sestavil také tzv. Boží hrob, ten se nedochoval v původní podobě, pouze model zůstal ve sbírkách Muzea Vysočiny. Od dob Antonína Čelouda se betlémy stavívají již v adventu a částečně se v čase mění (putování svatého Josefa s Marií k Betlému, narození Ježíška, klanění Tří králů). Čeloud užíval techniky kontinuálních přechodu velikosti figur od velkých v popředí k menším v pozadí. Jeho betlém umístěný dnes v Muzeu Vysočiny Třebíč pochází z letech 1869–1896. Čeloud vytvořil betlémů několik: některé pro kostely v okolí, jiné do domácností. Pro zdokonalení své práce podnikl v 66 letech cestu do Palestiny.

## Pocty
Jméno Antonína Čelouda nese ulice v Třebíči-Domcích, původně ulice Tomáše Kuchtíka.

## Osobní život
V roce 1864 se oženil s Terezií Nikodémovou z Řípova (1840–1929), měl syny Cyrila (1872–1928, betlémář, malíř, vytvořil repliku otcova betlému a ten zapůjčil do sbírek Muzea Vysočiny Třebíč, bezdětný) a Felixe (1877–1937, od r. 1900 kaplanem v Moravské Nové Vsi a od r. 1916 ve Velkých Bílovicích). Žil v domě "u Stuchlíků", v čp. 61 v bývalé Hanělově ulici, kde jedna z místností měla délku 5,5 metrů a sloužila tak zároveň jako dílna pro stavbu betlémů i pro jiné činnosti. Dům pak byl zbořen kolem roku 1920 při výstavbě školy T. G. Masaryka.

## Galerie

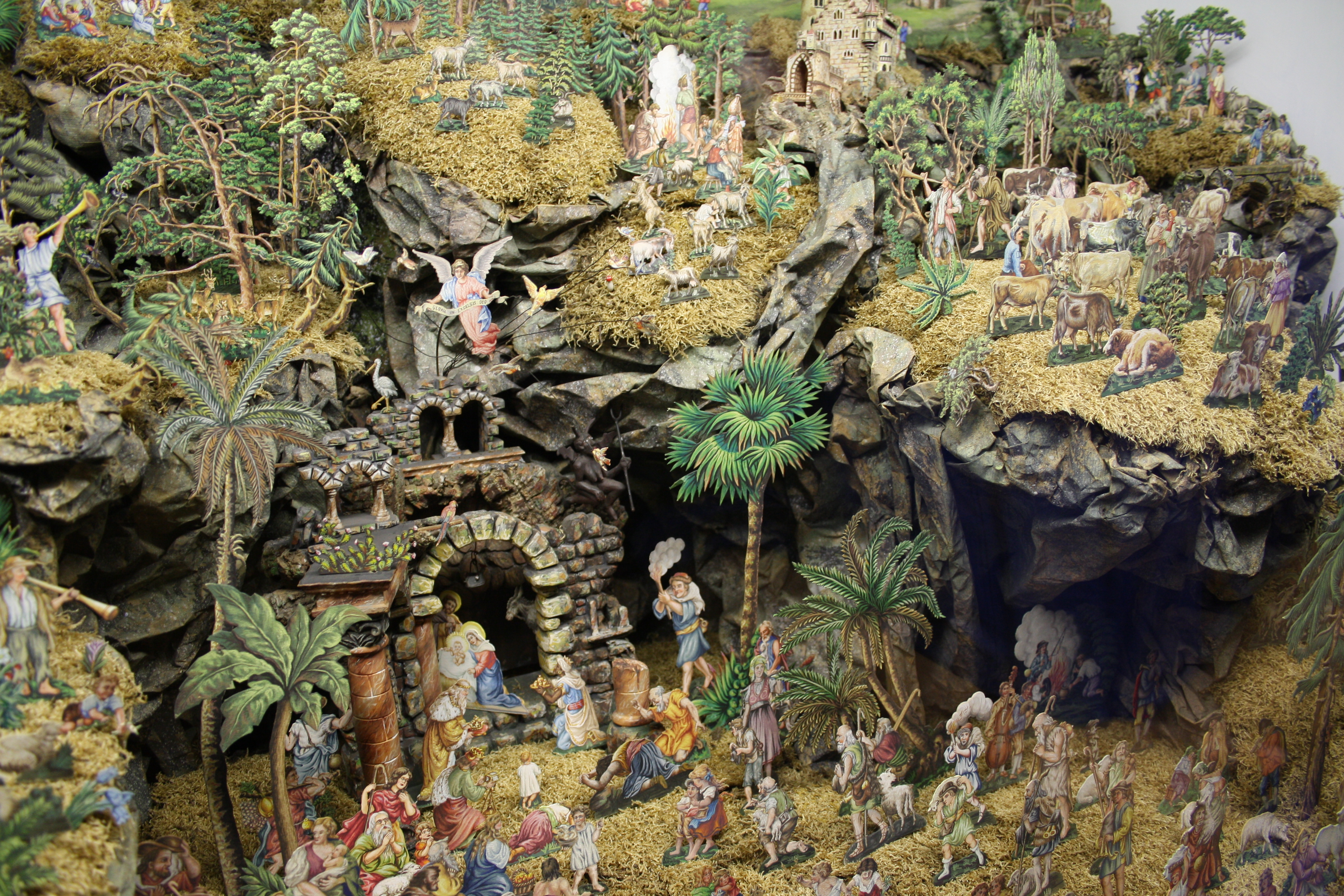
Betlém Antonína Čelouda v Muzeu Vysočina
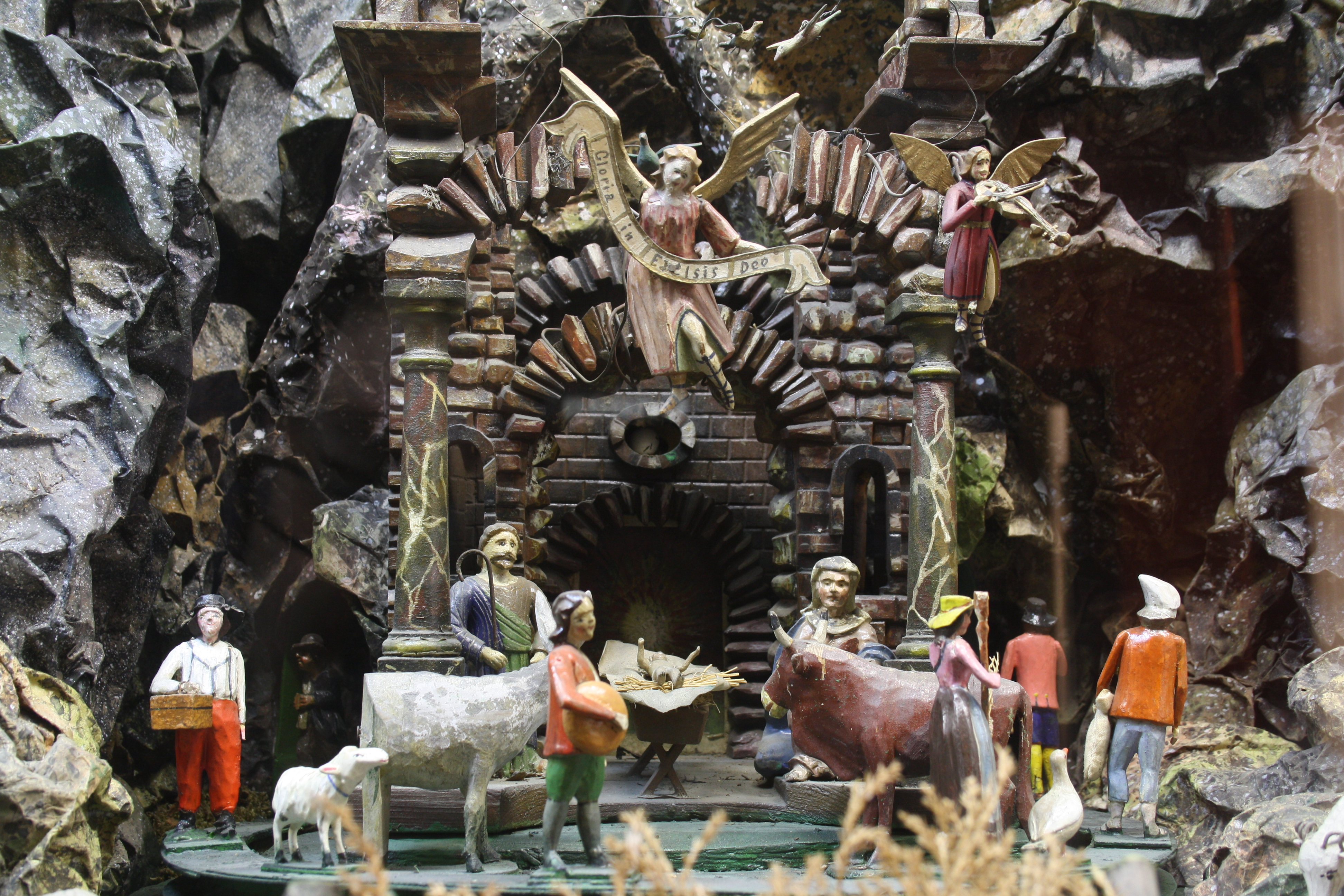
Detail jesliček Čeloudova betlému ve sbírkách muzea Vysočiny v Třebíči
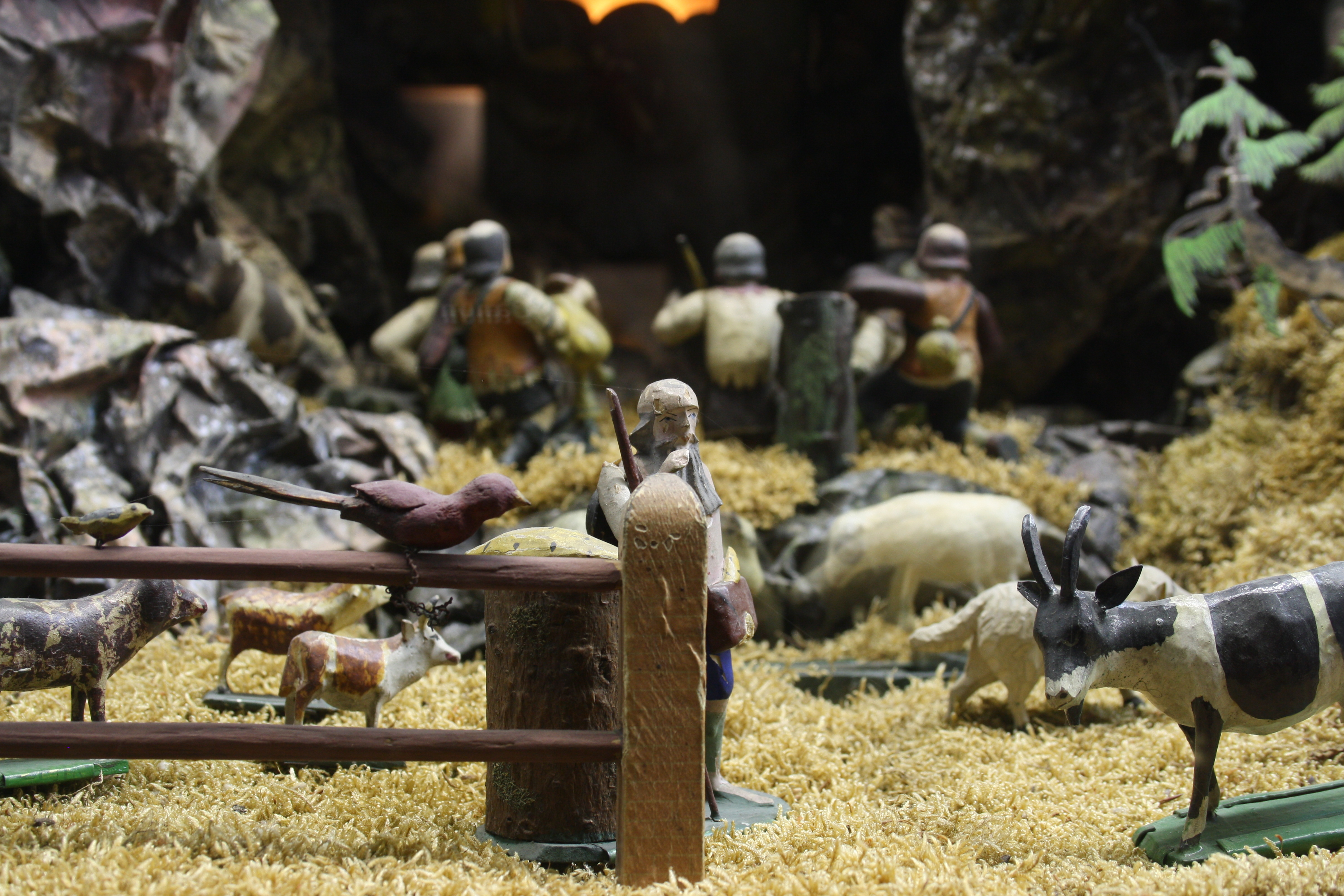
Detail Čeloudova betlému ve sbírkách Muzea vysočiny vTřebíči